# 努庫縣 (巴布亞新畿內亞)
3°40′S 142°28′E / 3.667°S 142.467°E
努庫縣（英語：Nuku District, Papua New Guinea），是巴布亞新畿內亞的縣份之一，位於新畿內亞島西北部，由桑道恩省負責管轄，首府設於努庫，面積3,503平方公里，2011年人口58,158，人口密度每平方公里17人。